# Bulgarien
Bulgarien (bulgarsk: България, tr. Bǎlgariya), officielt Republikken Bulgarien (bulgarsk: Република България, tr. Republika Bǎlgariya, bulgarsk udtale: [rɛˈpublikɐ bɐɫˈɡarijɐ]), er et land i det sydøstlige Europa. Det grænser op til Rumænien i nord, Serbien og Makedonien i vest, Grækenland og Tyrkiet i syd og Sortehavet i øst. Indbyggertallet nåede op på 9.009.018 i 1989. Indbyggertallet faldt med 844.781 mellem folketællingerne i 2011 og 2021 til en anelse over 6,52 millioner. Med et landareal på 110.772 km2 svarer det til 55-60 indbyggere per km2. Bulgarien er Europas 16.-største land. For befolkningspyramider til 2100 se under Ukraine#Eksterne henvisninger.
De første organiserede forhistoriske kulturer i de bulgarske områder fremkom i den neolitiske æra. I løbet af antikken var området både befolket af thrakere, grækere og romere. Fremkomsten af en forenet bulgarsk stat kan spores tilbage til etableringen af det første Bulgarske Rige i 681 e.Kr., som dominerede størstedelen af Balkanhalvøen, og fungerede som et kulturelt centrum for slavere i middelalderen. Efter det andet Bulgarske Riges fald i 1396 blev dets territorier underlagt det Osmanniske Rige i næsten fem århundreder. Den russisk-tyrkiske krig i 1800-tallet førte til dannelsen af det tredje Bulgarske Rige. I de efterfølgende år lå landet næsten konstant i krig med sine naboer, hvilket fik Bulgarien til at alliere sig med Tyskland i begge verdenskrige. I 1946 blev Bulgarien omdannet til en socialistisk etpartistat i form af Folkerepublikken Bulgarien som en del af den sovjet-ledede Østblok. I december 1989 tillod det regerende kommunistparti valg i et flerpartisystem, hvilket efterfølgende førte til Bulgariens overgang til et demokrati og en markedsøkonomi.
Bulgariens befolkning er hovedsageligt urbaniseret og koncentreret i de administrative centre i landets 28 provinser. De fleste kommercielle og kulturelle aktiviteter er samlet i landets hovedstad, og største by, Sofia. Økonomiens stærkeste sektorer er sværindustri, elkraftteknik  og landbrug, som alle er afhængige af lokale naturressourcer.
Landets nuværende politiske struktur stammer fra vedtagelsen af en demokratisk forfatning i 1991. Bulgarien er en parlamentarisk enhedsstat med en høj grad af politisk, administrativ og økonomisk centralisering. Det er medlem af EU, Schengen-området, NATO, Europarådet, en af grundlæggerne af OSCE, og har siddet i FN's sikkerhedsråd tre gange.

## Historie

### Forhistorie og Antikken
Der er fundet tegn på menneskelig aktivitet i området, som det moderne Bulgarien ligger i, som kan dateres tilbage til den ældste stenalder. Dyreknogler med indridsede, menneskeskabte markeringer fra Kozarnikahulen formodes at være det tidligste eksempel på symbolsk adfærd hos mennesker. Blandt de organiserede forhistoriske samfund i de bulgarske områder var den neolitiske Hamangiakultur, Vinčakultur og den æneolitiske Varnakultur (5. årtusinde f.Kr.). Sidstnævnte tilskrives normalt opfindelsen af guldbearbejdelse og -anvendelse. Nogle af disse oprindelige guldsmeltere producerede mønterne, våbnene og smykkerne til skatten i gravpladsen Varna Necropolis, der med en alder på over 6000 år menes at være verdens ældste. Denne gravplads har vakt stor arkæologisk interesse på internationalt plan, da den giver unikt indblik de tidligste europæiske samfunds sociale hierarkier.
Thrakerne, et af de tre primære folkeslag som moderne bulgarere menes at stamme fra, begyndte at befolke regionen i løbet af jernalderen. I slutningen af det 6. århundrede f.Kr. erobrede det persiske Achæmenidiske rige størstedelen af det, der i dag er Bulgarien. Det regerede området frem til 479 f.Kr., hvor persernes fejlslagne anden invasion af Grækenland resulterede i at de blev trængt helt ud af Europa. Efter at have gjort sig fri af det Achæmenidiske rige blev størstedelen af de thrakiske stammer samlet i det Odrysiske kongerige i 470'erne f.Kr. af kong Teres, men blev senere underlagt først Alexander den Store og senere, i 46 e.Kr., Romerriget. Efter Romerrigets opdeling i det 5. århundrede tilfaldt området det Byzantinske rige. På dette tidspunkt havde kristendommen allerede spredt sig i regionen. Et lille gotisk samfund i Nicopolis ad Istrum producerede i det 4. århundrede verdens første germansk-sprogede bog, den gotiske bibel. Europas første kristne kloster, Sankt Athanasius' kloster, blev etableret omtrent samtidig af Sankt Athanasius i den centrale del af det, der i dag er Bulgarien. Fra det 6. århundrede begyndte de østligste sydslavere gradvist at bosætte sig i regionen, hvor de assimilerede de helleniserede eller romaniserede thrakere.

### Første bulgarske rige
I 680 rejste protobulgarske stammer ledet af Asparukh, sydpå over Donaufloden og bosatte sig i området mellem den nedre del af Donau og Balkanhalvøen, hvor de etablerede deres hovedstad Pliska. En fredstraktat med det Byzantiske rige i 681 markerede derefter begyndelsen på det første bulgarske rige. Protobulgarerne blandede sig gradvist med den lokale befolkning og begyndte at anvende et fællessprog på basis af den lokale slaviske dialekt.
Efterfølgende herskere styrkede den bulgarske stat op igennem det 8. og 9. århundrede. Krum fordoblede landets territorium, dræbte den byzantiske kejser Nikeforos 1. i slaget ved Pliska, og introducerede den første nedskrevne lovsamling. Hedenskab blev afskaffet til fordel for østlig-ortodoks kristendom under Boris 1. i 864. Denne konvertering blev fulgt af byzantisk anerkendelse af den bulgarsk-ortodokse kirke samt til anvendelsen af det kyrilliske alfabet, udviklet af Preslavs litterære skole, hvilket styrkede den centrale autoritet og hjalp med at fusionere slavere og protobulgarer til et samlet folk. Efterfølgende oplevede landet en kulturel guldalder under Simeon den store, som også stor for den største territorieudvidelse i Bulgariens historie.
Efter Simeons død førte flere krige med magyarerne og petjenegierne, samt udbredelsen af den kætterske bogomilisme, til en betydelig svækkelse af Bulgarien. Fortløbende invasioner fra både Kijevriget og det Byzantinske Rige resulterede i at den byzantinske hær indtog hovedstaden Preslav i 971. Under Samuil havde Bulgarien kortvarigt held med at forsvare sig mod disse angreb, men dette endte da den byzantinske kejser Basileios 2. besejrede den bulgarske hær i slaget ved Kleidion i 1014. Samuil døde kort efter slaget, og i 1018 erobrede byzantinerne hele det første bulgarske rige.

### Andet Bulgarske rige
Efter hans erobring af Bulgarien forhindrede Basileios 2. opstande og utilfredshed ved at beholde den lokale adels privilegier, samt ved at undtage de nyligt erobrede lande fra kravet om at betale skatter i guld og i stedet tillade dem at betale in natura. Han tillod også det bulgarske patriarkat at beholde sin autokefale status og alle sine stifter, omend det blev reduceret til et ærkebispedømme. Efter hans død blev den byzantinske indenrigspolitik dog forandret, hvorefter en række fejlslagne oprør brød ud, heraf det største, Peter Delyans oprør, i 1040-1041. I 1185 organiserede to adelige fra Huset Asen, Ivan Asen 1. og Peter 4. et stort oprør, som resulterede i genetableringen af den bulgarske stat. Ivan Asen og Peter lagde herefter fundamentet for det Andet Bulgarske rige med Tarnovo som hovedstad.
Kaloyan, den tredje Asen-monark, udvidede sit herredømme til at omfatte Beograd og Ohrid. Han anerkendte pavens spirituelle overhøjhed, og modtog til gengæld en kongelig krone fra en pavelig legat. Riget nåede sin storhedstid under Ivan Asen 2. (1218–1241), under hvem handel og kultur blomstrede. Tarnovos stærke økonomiske og religiøse indflydelse gjorde byen til et "Tredje Rom" i en tid hvor Konstantinopel var under forfald grundet byzantinske nederlag til tyrkerne i Anatolien.
Landets militære og økonomiske magt forfaldt efter Asen-dynastiet uddøde i 1257 og landet blev ramt af interne konflikter, konstante byzantinske og ungarske angreb samt den mongolske invasion af Europa. Ved enden af det 14. århundrede førte fraktionering mellem de feudale godsejere samt spredningen af bogomilismen til at det Andet Bulgarske rige blev opdelt i tre separate kongeriger — Vidin, Tarnovo og Karvuna — og flere semi-uafhængige fyrstendømmer som alle sloges indbyrdes, såvel som med byzantinere, ungarere, serbere, venetianere og genovesere. I det sene 14. århundrede havde det Osmanniske Rige påbegyndt deres erobring af Bulgarien og allerede indtaget de fleste byer og forter syd for Balkanbjergene.

### Osmannisk herredømme
Tarnovo blev erobret af Osmannerne efter en tre måneder lang belejring i 1393. Slaget ved Nicopolis i 1396 førte til kongeriget Vidins fald, hvorefter osmannerne erobrede alle bulgarske lande syd for Donau. Efter den osmanniske overtagelse var de bulgarske adelige tvunget til enten at flygte, dø eller acceptere islam og tyrkificering, bønderne blev underlagt osmanniske herremænd, og størstedelen af den uddannede gejstlighed flygtede til andre lande. Ifølge det osmanniske system var kristne en underklasse, og bulgarerne blev, ligesom andre kristne, derfor pålagt store skatter, en lille del af den bulgarske befolkning undergik en delvis eller total islamisering, og deres kultur blev undertrykt. Osmanniske autoriteter etablerede Milleten Rum, en religiøs administrativ gruppering, som regerede alle ortodoks-kristne uanset deres etnicitet. Størstedelen af den lokale befolkning mistede gradvist deres uafhængige nationale bevidsthed, og begyndte i stedet blot at identificere sig som kristne. En undtagelse herfra var dog gejstligheden i nogle isolerede klostre, som holdt den nationale identitet i live i fjerne, landlige områder, såvel som det militante romersk-katolske samfund i den nordvestlige del af landet.
I løbet af de næste næsten 5. århundreders osmanniske overherredømme udbrød der flere bulgarske oprør, hvoraf det bedst kendte er de Habsburg-støttede Første Tarnovo-opstand i 1598 og Anden Tarnovo-opstand i 1686, Chiprovtsi-opstanden i 1688 og Karposhs oprør i 1689. I det 18. århundrede inspirerede Oplysningen i Vesteuropa en bevægelse, der blev kendt som Bulgariens nationale vækkelse. Den genoprettede den nationale bevidsthed og blev en central faktor i frihedskampen, som kulminerede i Apriloprøret i 1876. Op mod 30.000 mistede livet da de osmanniske autoriteter nedkæmpede oprøret, og massakrerne fik de europæiske stormagter til at handle. Stormagterne indkaldte til Konstantinopelkonferencen i 1876, men konferencens beslutninger blev afvist af det Osmanniske rige. Denne afvisning tillod det Russiske Kejserrige at søge en militær løsning uden at risikere konfrontation med de andre stormagter, sådan som det havde været tilfældet i Krimkrigen nogle årtier forinden. I 1877 udbrød Den russisk-tyrkiske krig, hvor det Russiske Kejserrige besejrede Osmannerne, blandt andet med hjælp fra bulgarske frivillige, de såkaldte Opalchentsi.

### Fire inkarnationer af den moderne bulgarske stat

#### Fyrstendømmet Bulgarien
San Stefano-traktaten blev underskrevet 3. marts 1878 af Rusland og det Osmanniske Rige, og inkluderede en bestemmelse om oprettelsen af et autonomt bulgarsk fyrstendømme på omtrent det Andet Bulgarske riges territorium. De andre stormagter afviste øjeblikkeligt traktaten af frygt for at et så stort land på Balkan kunne true deres geopolitiske interesser. Traktaten blev derfor efterfulgt af Berlin-traktaten, underskrevet 13. juli 1878, som oprettede en meget mindre stat bestående af Moesia og regionen omkring Sofia, hvilket efterlod en stor bulgarsk befolkning udenfor den nydannede bulgarske stat, hvilket senere spillede en stor rolle i forhold til Bulgariens militaristiske tilgang til udenrigspolitik i den første halvdel af det 20. århundrede.
Det bulgarske fyrstendømme vandt Den serbisk-bulgarske krig og inkorporerede det semi-autonome Osmanniske territorium Øst-Rumelia i 1885, hvorefter fyrstendømmet de facto udråbte sig selv som en uafhængig stat den 5. oktober 1908. I årene efter uafhængigheden blev Bulgarien i stigende grad militariseret, og blev ofte omtalt som "Balkans Preussen".
Mellem 1912 og 1918 var Bulgarien involveret i tre fortløbende konflikter — to Balkankrige og første verdenskrig. Efter et katastrofalt nederlag i den anden balkankrig var Bulgarien endnu engang på den tabende side efter at have allieret sig med Centralmagterne i første verdenskrig. På trods af at Bulgarien rekrutterede mere end 25% af sin befolkning i en 1.200.000-mand-stor hær og opnåede flere overvældende sejre i Slaget ved Doiran (1917) og Slaget ved Dobrich, kapitulerede landet i 1918. Krigen resulterede i at 87.500 bulgarske soldater mistede livet, og landet mistede en betragtelig del af sit territorium. Mere end 253.000 flygtninge immigrerede til Bulgarien fra 1912 til 1929 på grund af krigenes effekt, hvilket satte den allerede ødelagte nationaløkonomi under fornyet pres.

#### Kongeriget Bulgarien
De politiske uroligheder i kølvandet på disse nederlag førte til etableringen af et kongeligt autoritært diktatur under zar Boris 3. (1918–1943). Bulgarien gik i 1941 med i anden verdenskrig som en del af Aksemagterne, omend landet nægtede at deltage i Operation Barbarossa og beskyttede sin jødiske befolkning fra deportering til nazistiske koncentrationslejre. Boris 3.'s pludselige død i sommeren 1943 kastede landet ud i ny politisk uro, mens krigslykken vendte og den kommunistiske modstandsbevægelse voksede i styrke. Bogdan Filovs regering forsøgte efterfølgende, uden held, at påbegynde fredsforhandlinger med de Allierede. Efter Bulgarien ikke fulgte et sovjetisk krav om at bortvise tyske styrker fra sit territorium, erklærede Sovjetunionen Bulgarien krig og invaderede landet i september 1944. Den kommunist-dominerede Fædrelandsfront tog efterfølgende magten i landet, brød alliancen med Aksemagterne og gik over på Allieret side frem til krigens afslutning.

#### Folkerepublikken Bulgarien
Det bulgarske statskup 9. september 1944 førte til monarkiets afskaffelse, og to år senere blev en etpartistat etableret i form af Folkerepublikken Bulgarien. Landet blev en del af den sovjetiske interessesfære under Georgi Dimitrov (1946–1949), som lagde fundamentet til en hastigt industrialiseret stalinistisk stat, som i sin begyndelse var stærkt undertrykkende og henrettede tusindvis af systemkritikere. I midten af 1950'erne var levestandarden i landet steget betragteligt, mens den politiske undertrykkelse blev mildnet. I 1980'erne var bruttonationalproduktet blevet firedoblet, men økonomien var fortsat sårbar overfor gældsstigninger, hvoraf de mest alvorlige ramte i 1960, 1977 og 1980. Den sovjet-inspirerede planøkonomi blev justeret med mere markedsorienterede politik på et eksperimentelt niveau under Todor Zhivkov (1954–1989). Hans datter Lyudmila styrkede den nationale stolthed ved at promovere sit bulgarske ophav, kultur og kunst på verdensplan. I 1984 blev der igangsat en assimileringskampagne i et forsøg på at slette den etnisk tyrkiske minoritets selvstændige identitet, og moskéer blev lukket mens etniske tyrkere blev tvunget til at skifte til slaviske navne. Denne politik (sammen med det kommunistiske fald i 1989) førte til at omkring 300.000 etniske tyrkere udvandrede til Tyrkiet.

#### Republikken Bulgarien
Efter revolutionerne i 1989 opgav kommunistpartiet 10. november samme år dets politiske monopol, Zhivkov trådte tilbage og Bulgarien påbegyndte en overgang til et parlamentarisk demokrati. Det første frie valg i juni 1990 blev vundet af det Bulgarske socialistparti (det nyligt omdøbte kommunistparti). Efterfølgende blev der i juli 1991 vedtaget en ny forfatning, som svækkede præsidentens magt og gjorde den lovgivende magt i stand til at holde premierministeren ansvarlig. Det nye system var i begyndelsen ikke i stand til at forbedre levestandarden eller skabe økonomisk vækst — den gennemsnitlige livskvalitet og økonomiske præstation forblev et godt stykke ind i 2000'erne lavere end de havde været under kommuniststyret. En reformpakke vedtaget i 1997 genoprettede den økonomiske vækst, omend levestandarden fortsat var lav. Efter 2001 blev den økonomiske, politiske og geopolitiske situation drastisk forbedret, og Bulgariens HDI voksede.
Bulgarien blev medlem af NATO i 2004 og deltog i Krigen i Afghanistan. Efter flere års reformer blev landet optaget i EU i 2007 på trods af fortsatte bekymringer og anklager om regeringskorruption.

## Geografi
Bulgarien ligger på en del af den østlige Balkanhalvø, hvor landet grænser op til fem nabolande — Grækenland og Tyrkiet i syd, Makedonien og Serbien i vest, samt Rumænien i nord. Landegrænsen er i alt 1808 km lang, og kystlinjen har en længde på 354 km. Det samlede areal på 110.994 km2 gør landet til verdens 105.-største. Bulgariens geografiske koordinater er 43° N 25° E.
De mest bemærkelsesværdige topografiske egenskaber er Donausletten, Balkanbjergene, den thrakiske slette og Rodopebjergene. Den sydlige kant af Donausletten skråner opad til foden af Balkan, mens Donaufloden udgør grænsen til Rumænien. Den thrakiske slette er omtrent trekantet, begynder sydøst for Sofia og breder sig idet den når kysten af Sortehavet.
Balkanbjergene løber tværs gennem midten af landet. Det bjergfyldte sydvestlige Bulgarien har to alpine områder — Rila og Pirin, som grænser op til de lavere, men langt mere udstrakte Rodopebjerge i øst. I Bulgarien ligger også det højeste punkt på Balkanhalvøen, Musala, der er 2.925 m mens landets laveste punkt er havoverfladen. En tredjedel af landets territorie er sletter, mens højsletter og bakker udgør 41%. Landet har et tæt netværk på omkring 540 floder, hvoraf de fleste er relativt små og med lav vandstand. Den længste flod, der udelukkende løber i bulgarsk territorium er Iskarfloden, som er 368 km lang. Blandt andre større floder er Struma og Maritsa i syd.
Bulgarien er placeret på mødestedet mellem Middelhavets og de kontinentale luftmasser, og har en barriereeffekt fra sine bjerge, hvilket giver landet et dynamisk klima. Nordbulgarien er i gennemsnit 1 °C køligere og oplever 200 mm mere nedbør på årsbasis end regionerne syd for Balkanbjergene. Temperaturamplitude varierer kraftigt i de forskellige områder. Den laveste målte temperatur er -38,3 °C, mens den højeste er 45,2 °C. Der falder i gennemsnit 630 mm nedbør om året, og dette varierer fra 500 mm i Dobrudja til mere end 2.500 mm i bjergene. Kontinentale luftmasser medfører store mængder sne i løbet af vinteren.

### Miljø
Bulgarien vedtog Kyotoprotokollen og opfyldte protokollens mål ved at reducere sin fossil-CO2-udledning med 30% fra 1990 til 2009. Der er imidlertid fortsat problemer i landet med forurening fra fabrikker og metalværk, samt alvorlig skovrydning, der tilsammen udgør store problemer for befolkningens sundhed og velfærd. I 2013 var Bulgarien Europas mest beskidte land målt på luftforurening. Byområder er særligt hårdt ramt af energiproduktionen fra kulbaserede kraftværker samt biltrafik, mens pesticider i landbruget og et forældet industrielt kloaksystem producerer omfattende jord- og vandforurening. I Bulgarien ligger Maritsa Iztok-2, et brunkulsfyret kraftværk, der ifølge Det Europæiske Miljøagentur forårsager de største skadesomkostninger på sundhed og miljøødelæggelse i hele EU. Landet er det eneste EU-medlem, som ikke genbruger kommunalt affald, omend der i juni 2010 blev åbnet et affaldsbehandlingsanlæg til genbrug af elektronisk affald. Situationen er blevet forbedret i de senere år, og der er blevet igangsat flere statsstøttede programmer til at reducere forureningsniveau. Ifølge Yale University's Environmental Performance Index á 2012 er Bulgarien en "modest performer" ("beskeden aktør") hvad angår beskyttelse af miljøet. Over 75% af overfladefloderne overholder standarderne for god kvalitet. I 1998 blev der påbegyndt en forbedring af vandkvalitet, som har fastholdt en bæredygtig tendens til moderat forbedring.

### Biodiversitet
Interageringen mellem klimatiske, hydrologiske, geologiske og topografiske betingelser har i Bulgarien produceret en relativt bred vifte af plante- og dyreliv,
og landet er et af de europæiske lande, der har den største biodiversitet.
Bulgariens biodiversitet er bevaret i tre nationalparker, 11 naturparker og 16 biosfærereservater. Næsten 35 procent af landarealet består af skove, hvori der vokser nogle af verdens ældste træer, såsom Baikushevs fyr og Granitegen der begge er over 1000 år gamle. Størstedelen af plante- og dyrelivet er centraleuropæisk, omend der ved store højder også kan findes arktiske og alpine repræsentanter. Landets flora omfatter mere end 3.800 arter, hvoraf 170 er endemiske og 150 betragtes som truede. En gennemgang af større svampe i Bulgarien fandt mere end 1500 arter i landet. Blandt dyrearter er ugler, stenhøns, murløbere og brune bjørne. Der er herudover en lille, men voksende bestand af europæiske losser og kejserørne.
I 1998 godkendte den bulgarske regering den nationale strategi for bevarelse af biologisk diversitet, et omfattende program, der søgte at bevare lokale økosystemer, beskytte truede arter og bevare genetiske ressourcer. Bulgarien har nogle af Europas største Natura 2000-områder, der tilsammen dækker 33,8% af landets territorium.

## Politik
Bulgarien er et parlamentarisk demokrati, hvori premierministeren leder den udøvende magt. Bulgariens forfatning giver herudover mulighed for direkte demokrati. Alle valg observeres af en uafhængig Central Valgkommission, som har medlemmer fra alle de større politiske partier. Partier skal registrere sig hos kommissionen før de kan stille op til nationale valg. Normalt bliver lederen af det parti, der får fleste stemmer i parlamentsvalgene, premierminister, omend dette ikke altid er tilfældet.
Politiske partier samles i Nationalforsamlingen, som består af 240 parlamentsmedlemmer, der vælges i fire år af gangen ved direkte folkeafstemning. Nationalforsamlingen har magten til at vedtage love, godkende finansloven, planlægge præsidentvalg, vælge og afsætte premierministeren og andre ministre, erklære krig, indsætte tropper i udlandet samt ratificere internationale traktater og aftaler. Bulgariens præsident tjener som statsoverhoved og øverstkommanderende for de væbnede styrker, samt har autoriteten til at sende et lovforslag tilbage til Nationalforsamlingen til yderligere debat, omend Nationalforsamlingen kan tilsidesætte et sådan veto ved et simpelt flertal blandt alle parlamentsmedlemmer.
Den GERB-støttede Rosen Plevneliev blev  valgt til Bulgariens præsident efter præsidentvalget i 2011, hvor han fik 52,5% af stemmerne i anden runde mod 47,5% til hans modstander Ivaylo Kalfin.
GERB havde frem til februar 2013 117 sæder i Nationalforsamlingen, hvor partiet regerede som en mindretalsregering uden støtte fra de andre politiske partier i parlamentet. Regeringen trådte tilbage 20. februar 2013 efter landsomspændende protester mod stigende elregninger, lave levestandarder og det demokratiske systems fiasko. Protestbevægelsen blev markeret ved spontane demonstrationer, to selvafbrændinger og en stærk modstand mod politiske partier. Som resultat heraf blev Nationalforsamlingen opløst og en ny provisorisk regering blev samlet af præsidenten. De efterfølgende parlamentsvalg i maj 2013 resulterede i en snæver sejr til GERB. Uden støtte fra de andre tre partier i Nationalforsamlingen måtte GERB-lederen Borisov dog 24. maj returnere præsidentens mandat til at danne regering. Det bulgarske socialistparti nominerede den tidligere finansminister Plamen Oresharski til premierministerposten i maj 2013. Kun to uger efter sin regeringsdannelse blev Oresharski-regeringen kritiseret af oppositionen og måtte håndtere store protester med mere end 11.000 deltagere. Regeringen overlevede fem mistillidsvota før den valgte at trække sig 23. juli 2014. 6. august blev en midlertidig regering under Georgi Bliznashki taget i ed.
Der blev afholdt nye parlamentsvalg 5. oktober 2014 som igen resulterede i en valgsejr til GERB, som fik omkring en tredjedel af alle stemmer. Samlet set kom otte partier i Nationalforsamlingen, hvilket markerer første gang siden demokratiets begyndelse i 1990 at mere end syv partier er kommet i Nationalforsamlingen på en gang. Borisovs GERB dannede herefter en koalition og medlemmer af partierne i Reformblokken (Demokrater for et stærkt Bulgarien, Forbundet af demokratiske kræfter (SDS), Bulgarien for borgerne-bevægelsen (DBG) og den Bulgarske agrariske nationalunion (BZNS)) blev tildelt ministerposter. Viceformanden for Alternativet for bulgarsk genfødsel, Ivaylo Kalfin, blev valgt til vicepremierminister og minister for arbejde og socialpolitik.

### Retssystem
Bulgarien har et typisk civilretsligt retsystem. Den dømmende magt overvåges af justitsministeriet. De højeste appeldomstole er Højforvaltningsdomstolen  og den Øverste Kassationsret, og de sikrer korrekte lovformelige domme i de mindre retter. Det Højeste Retsråd  administrerer systemet og udpeger dommere. Bulgariens dømmende magt er, sammen med andre institutioner, berygtet som en af Europas mest korrupte og ineffektive.
Retshåndhævelse udføres af organisationer, der hovedsageligt er underlagt indenrigsministeriet. Den nationale polititjeneste (NPS) bekæmper generel kriminalitet, sikrer offentlig ro og orden og understøtter de andre retshåndhævende myndigheders arbejde. NPS består af omkring 27.000 politibetjente i sine lokale og nationale sektioner. Indenrigsministeriet kontrollerer herudover grænsevagttjenesten og det Nationale Gendarmeri — en specialiseret gren af anti-terrorisme samt krisehåndtering og håndtering af optøjer. Kontraspionage og national sikkerhed hører under Statsagenturet for National Sikkerhed, der blev etableret i 2008.

### Administrativ opdeling
Bulgarien er en enhedsstat. Siden 1880'erne har antallet af territoriale enheder varieret fra syv til 26. Mellem 1987 og 1999 bestod den administrative struktur af ni provinser (oblasti, ental oblast). Der blev vedtaget en ny administrativ struktur parallelt med decentraliseringen af det økonomiske system. Den inkluderer 27 provinser og en hovedstadsprovins (Sofia-Grad). Alle områder er navngivet efter deres respektive hovedbyer. Provinserne er yderligere opdelt i 265 kommuner. Ved folketællingen den 7. september 2021 havde 63 kommuner over 20.000 indbyggere hver, med Sofia som den mest folkerige, mens 66 havde under 5.000.
Kommunerne ledes af borgmestre, som vælges til fire år ad gangen, samt af direkte valgte kommunalråd. Bulgarien er en stærkt centraliseret stat, hvor det nationale Ministerråd direkte udpeger regionale guvernører og alle provinser og kommuner er stærkt afhængige af dets finansiering.
|  | 1. Blagoevgrad 2. Burgas 3. Dobritj 4. Gabrovo 5. Haskovo 6. Kardzjali 7. Kjustendil 8. Lovetj 9. Montana 10. Pazardsjik 11. Pernik 12. Pleven 13. Plovdiv 14. Razgrad 15. Ruse 16. Sjumen 17. Silistra 18. Sliven 19. Smoljan 20. Sofia 21. Stara Zagora 22. Targovisjte 23. Varna 24. Veliko Tărnovo 25. Vidin 26. Vratsa 27. Jambol |

### Udenrigspolitik
Bulgarien blev medlem af FN i 1955 og har siden 1966 været et ikke-permanent medlem af FN's Sikkerhedsråd tre gange, senest fra 2002 til 2003. Bulgarien var også blandt grundlæggerne af OSCE i 1975. Landet blev medlem af NATO 29. marts 2004, underskrev tiltrædelsestraktaten til EU 25. april 2005, og blev fuldgyldigt medlem af den Europæiske Union 1. januar 2007. Syv år efter landets indtræden i EU viste meningsmålinger at kun 15% af bulgarerne følte at medlemskabet havde gavnet dem personligt, og næsten 40% af befolkningen sagde at de ikke ville stemme ved Europa-Parlamentsvalget 2014. Efter kommunismens fald i landet er Euro-Atlantisk integration blevet en prioritet, omend det kommunistiske lederskab allerede i 1987 havde håb om at kunne forlade Warszawapagten og i stedet blive en del af Det Europæiske Fællesskab.
Bulgariens forhold til sine naboer har været godt siden 1990. Landet spiller også en vigtig rolle i forhold til at fremme regional sikkerhed. Bulgarien har en aktiv treparts-aftale om økonomisk og diplomatisk samarbejde med Rumænien og Grækenland, vedligeholder gode forhold med de andre EU-medlemmer, USA og Rusland, og forbedrer fortsat sit traditionelt gode forhold til Kina og Vietnam. HIV-retssagen i Libyen i 1998, hvor flere bulgarske sygeplejersker i Benghazi blev arresteret, havde en stor effekt på forholdet mellem Bulgarien, EU og Libyen. Sagen resulterede i at Muammar Gaddafis regering løslod sygeplejeskerne mod til gengæld at få en kontrakt til at modtage en atomreaktor samt våben fra Frankrig.

### Militær
Bulgarien modtog seks KC-135 Stratotanker-fly og 200 støttepersonale til krigen i Afghanistan i 2001, hvilket repræsenterede første gang udenlandske styrker havde været på landets territorium siden anden verdenskrig. I april 2006 blev landets internationale militærrelationer yderligere udvidet da Bulgarien og USA underskrev en forsvarssamarbejdsaftale, som tillod anvendelsen af Bezmer- og Graf Ignatievo-luftbaserne, Novo Selo-træningsområdet samt et logistikcenter i Aytos som fælles militære anlæg. Samme år udnævnte magasinet Foreign Policy Bezmer-luftbasen til en af USAF's vigtigste europæiske faciliteter på grund af dens placering i forhold til Mellemøsten. Samlet set er der indsat 756 bulgarske tropper i udlandet  som en del af diverse FN- og NATO-missioner. Historisk set har Bulgarien indsat store grupper af militært og civilt personnel i sovjetisk-allierede lande såsom under den nicaraguanske revolution og i Gaddafis Libyen.
Indenrigsforsvaret er ansvarligt for Bulgariens professionelle hær, der består af land-, flåde- og luftstyrker. Landstyrkerne består af to mekaniserede brigader samt otte uafhængige regimenter og bataljoner; luftstyrkerne har 106 fly og antiluftskyts i seks luftbaser, og flåden har en lang række skibe, helikoptere og kystforsvar. Efter en række nedskæringer fra 1990 og frem er antallet af aktive troper blevet reduceret fra 152.000 i 1988 til omkring 32.000 i 2000'erne, som pr.  2010 understøttes af en reservestyrke på 302.500 soldater og officerer samt 34.000 paramilitære styrker. Det militære inventar er hovedsageligt af sovjetisk oprindelse, såsom MiG-29-jagerfly, SA-10 Grumble-antiluftskyts og SS-21 Scarab-ballistiske missiler. Pr.  2012 planlagde regeringen at bruge $1,4 milliarder på nye jetjagere, kommunikationssystemer og evner indenfor cyberkrigsførsel. I alt lå landets militære budget i 2009 på $819 millioner.

## Økonomi
Bulgarien har en spirende markedsøkonomi i den øvre midte af indkomstspektret, og privatsektoren står for mere end 80% af BNP. Landet har forandret sig fra hovedsageligt at være et landbrugsland med en landbefolkning i 1948 til i 1980'erne at være en industriøkonomi med videnskabelig og teknologisk forskning blandt de vigtigste budgetmæssige prioriteter. Tabet af COMECON-markederne i 1990, og plansystemets efterfølgende "chokterapi" forårsagede en stærkt nedadgående tendens i industri- og landbrugproduktion, der endte i et økonomisk kollaps i 1997. Økonomien blev genopbygget i en periode med hastig vækst nogle år senere, men gennemsnitslønnen er fortsat en af EU's laveste, Pr.  2016 952 leva (omkring 3.600 kr.) om måneden. Over en femtedel af arbejdsstyrken arbejder for en minimumsløn på omkring 7-8 kr. i timen. Lønninger repræsenterer dog kun omkring halvdelen af den samlede husstandsindkomst, på grund af den anseelige uformelle økonomi, som repræsenterer næsten 32% af landets BNP. Bulgarsk KKP BNP per capita var Pr.  2014 på 47% af EU-gennemsnittet ifølge data fra Eurostat, mens leveomkostningerne var 48% af gennemsnittet. Landets valuta er den bulgarske lev, som er bundet til euroen med en kurs på 1,95583 levа pr. 1 euro. Bulgarien er ikke en del af eurozonen, og landet har droppet sine planer om at skifte til euroen.
De økonomiske indikatorer er blevet værre efter finanskrisen. Efter flere år med høj vækst faldt BNP 5,5% i 2009 og arbejdsløsheden ligger fortsat på over 12%. Industriproduktionen faldt med 10%, mineproduktion med 31%, og metal- og jernholdig produktion med 60%. Den positive vækst vendte tilbage i 2010, omend investeringer og forbrug fortsat falder på grund af stigende arbejdsløshed. Samme år oversteg koncern-intern gæld  €51 milliarder, hvilket betød at 60% af alle bulgarske virksomheder var gensidigt forgældede. Pr.  2012 var dette vokset til €83 milliarder, eller 227% af BNP. Som svar, og efter opfordring fra IMF og EU, implementerede regeringen omfattende nedskæringer, hvilket gav visse positive økonomiske resultater, omend de sociale konsekvenser af disse nedskæringer har været "katastrofale" ifølge International Trade Union Confederation. Korruption er fortsat et problem for den økonomiske vækst, da Bulgarien er et af de mest korrupte EU-lande, og har en 75. plads i Corruption Perceptions Index. Korruptionsbekæmpelsen lider under svag retshåndhævelse og forvaltningens overordnet set lave kapacitet. Efter at have indtrådt i EU er kampen mod korruption dog kommet i fokus, og har ført til flere antikorruptions-programmer blandt de forskellige myndigheder.
Økonomiske aktiviteter gavnes af af Bulgarien har EU's laveste indkomstskat for personer og virksomheder, og næstlaveste offentlig gæld, som i 2012 var på 16,5% af BNP. I 2013 blev BNP (PPP) vurderet til $119,6 milliarder, med en per capita-værdi på $16.518. Sofia og det omkringliggende Yugozapaden-område er landets mest udviklede region, og har en per capita PPS BNP på $27.282 i 2011. Bulgarien er en nettomodtager af midler fra EU. I 2009 var den absolutte mængde modtagede midler på €589 millioner.
Landets arbejdsstyrke består af 2,45 millioner mennesker, hvoraf 7,1% arbejdet i landbruget, 35,2% i industri og 57,7% i servicesektoren. Udvindelse af metaller og mineraler, produktion af kemikalier, maskiner og bildele, råolieraffinering og stål er blandt de største industriaktiviteter. Minedrift og relaterede industrier har omkring 120.000 mennesker ansat, og genererer omkring 5% af landets BNP. Bulgarien er Europas sjettestørste kulproducent. Lokale depoter af kul, jern, kobber og bly er centrale for fremstillings- og energisektorerne. Næsten alle Bulgariens største eksportvarer er industriråvarer såsom olieprodukter, kobberprodukter og lægemidler. Bulgarien er også en nettoeksportør af landbrugs- og fødevareprodukter, hvoraf to-tredjedele går til OECD-lande. Det er verdens største producent af æteriske olier til parfume såsom lavendelolie og rosenolie. Landbruget er faldet voldsomt i de seneste to årtier, og i 2008 lå produktionen kun på omkring 66% af det, den havde været mellem 1999 og 2001, mens udbyttet af korn og grøntsager var faldet næsten 40% siden 1990. I servicesektoren er turisme den største bidragsyder til økonomisk vækst. I de seneste år er Bulgarien blevet en eftertragtet rejsedestination på grund af landets billige feriesteder og strande, der er uden for turistindustriens rækkevidde. Lonely Planet placerede landet blandt dets top 10 rejsedestinationer i 2011. De fleste besøgende er briter, rumænere, tyskere og russere. Hovedstaden Sofia, middelalderhovedstaden Veliko Tarnovo, kystresorterne Golden Sands og Sunny Beach og vinterresorterne Bansko, Pamporovo og Borovets er nogle af de oftest besøgte turiststeder.

### Videnskab og teknologi
Bulgarien bruger 0,25% af sin BNP på videnskabelig forskning, og har dermed et af Europas laveste forsknings- og udviklingsbudgetter. Kronisk underinvestering i forskning siden 1990 har tvunget mange professionelle videnskabsfolk til at forlade landet. Som resultat heraf rangerer Bulgarien generelt lavt hvad angår innovation, konkurrencedygtighed og eksport med høj værditilvækst . De centrale forsknings- og udviklingsområder er energi, nanoteknologi, arkæologi og lægevidenskab. Det bulgarske videnskabsakademi er landets førende videnskabelige facilitet, og beskæftiger de fleste bulgarske forskere i sine mange institutter. Det har været aktivt indenfor rumforskning med RADOM-7-eksperimenter i radioaktivitetsmåling på den Internationale Rumstation og Chandrayaan-1, og har udviklet rum-drivhuse på rumstationen Mir. Bulgarien blev det sjette land i verden til at have en astronaut i rummet, da Georgi Ivanov var med om bord på Soyuz 33 i 1979. Landet er herudover et aktivt medlem af CERN og har bidraget til organisationen aktiviteter med næsten 200 forskere siden det kom med i 1999.
I 1980'erne var Bulgarien kendt som "Østblokkens Silicon Valley" på grund af landets store eksport af computerteknologi til andre COMECON-stater. IKT-sektoren genererer 10% af BNP og beskæftiger verdens tredjestørste kontingent af IKT-specialister. Det bulgarske National Centre for Supercomputing Applications (NCSA) driver Sydøsteuropas eneste supercomputer. Det Bulgarske videnskabsakademi havde tidligere planer om at investere i en ny supercomputer 2015.
Internetbrug i landet er vokset voldsomt siden 2000 — antallet af internetbrugere er vokset fra 430.000 til 3,4 millioner (48% dækningsgrad) i 2010. Telefontjenester er udbredt, og en central linje forbinder de fleste regioner. Mere end 90% af de faste linjer drives af Bulgarian Telecommunications Company (BTC), mens mobiltjenester tilbydes af tre operatører — Mtel, Telenor og Vivacom.

### Infrastruktur
Bulgariens strategiske geografiske placering og den veludviklede energisektor gør det til et af Europas energicentre på trods af en mangel på fossile brændstof-depoter. Næsten 34% af landets elektricitet produceres af Kozloduy-kernekraftværket og i befolkningen er der stærk opbakning til anvendelsen af atomenergi. Den hurtige ekspansion af alternative energikilder såsom vind- og solenergi gør herudover Bulgarien til en af verdens hurtigst-voksende producenter af vindenergi. Bulgarien planlægger at få 16% af sin elektricitet fra vedvarende energi i 2020.
Det nationale vejnet strækker sig i alt 40.231 km, hvoraf 39.587 km er asfalteret, men næsten halvdelen er i den laveste internationale kategori af asfalterede veje. Jernbaner bruges ofte til fragttransport, omens motorvejene står for en stadigt større del af fragttransporten. Bulgarien har 6.238 km jernbanespor og i øjeblikket samlet set 81 km højhastighedsbaner. Jernbanestrækningerne forbinder landet med Rumænien, Tyrkiet, Grækenland og Serbien, og der kører eksprestog direkte til Kyiv, Minsk, Moskva og Skt. Petersborg. Sofia og Plovdiv er landets to luftfartscentraler, mens Varna og Burgas er de centrale havnebyer. Varna var planlagt at være en af de første byer på EU-territorie til at modtage naturgas gennem den nu droppede South Stream-rørledning.

## Demografi
Bulgariens befolkning blev ved folketællingen i 2021 vurderet til at være på 6.519.789 indbyggere. Størstedelen af befolkningen, 72,5%, bor i byområder; omkring 1/5 af den samlede befolkning bor i hovedstaden Sofia. Bulgarere er langt den største etniske gruppe, og udgør 84,8% af befolkningen, fulgt af minoriteter af tyrkere og romaer, der udgør hhv. 8,8% og 4,9%; 40 mindre minoriteter udgør 0,7%, mens 0,8% ikke identificerer sig som en del af en etnisk gruppe.
| Fordelingen af sprog i Bulgarien (2001) | Fordelingen af sprog i Bulgarien (2001) | Fordelingen af sprog i Bulgarien (2001) | Fordelingen af sprog i Bulgarien (2001) | Fordelingen af sprog i Bulgarien (2001) |
| --------------------------------------- | --------------------------------------- | --------------------------------------- | --------------------------------------- | --------------------------------------- |
|                                         |                                         |                                         |                                         |                                         |
| Bulgarsk                                | Bulgarsk                                |                                         | 84.5%                                   | 84.5%                                   |
| Tyrkisk                                 | Tyrkisk                                 |                                         | 9.6%                                    | 9.6%                                    |
| Romani                                  | Romani                                  |                                         | 4.1%                                    | 4.1%                                    |
| Andre                                   | Andre                                   |                                         | 0.9%                                    | 0.9%                                    |
| Ikke erklæret                           | Ikke erklæret                           |                                         | 0.9%                                    | 0.9%                                    |

Alle etniske grupper taler bulgarsk, enten som modersmål eller andetsprog. Sproget er det eneste officielle sprog i landet og modersmål for 85,2% af befolkningen. Som det ældste af de skrevne slaviske sprog kan bulgarsk skelnes fra andre slaviske sprog ved visse grammatiske ejendommeligheder såsom manglen på navneordskasus og infinitiver, samt et suffiks for bestemte kendeord.
Regeringsestimater fra 2003 vurderede at 98,6% af befolkningen kunne læse, uden nævneværdig forskel mellem kønnene. Uddannelsesstandarden i landet har traditionelt været høj, omend den stadig er langt fra de europæiske sammenligningsgrundlag, og er faldet i det seneste årti. Bulgarske elever var ved en måling i 2001 blandt de bedste i verden hvad angår læsning, hvor de overhalede deres canadiske og tyske modparter; Pr.  2006 var pointtallet indenfor læsning, matematik og naturvidenskab dog faldet. Offentlige udgifter til uddannelse er langt under gennemsnittet for EU. Ministeriet for uddannelse, ungdom og videnskab finansierer delvist folkeskoler, læreanstalter og universiteter, fastsætter kriterier for lærebøger og overvåger deres udgivelse. Staten tilbyder gratis uddannelse i grundskole og gymnasium. Uddannelsesprocessen strækker sig henover 12 klasser, hvor 1. til 8. klasse er grundskole og 9. til 12. klasse er gymnasium. Højere læreanstalter består af en 4-årig bachelorgrad og en 1-årig kandidatgrad.
Bulgariens forfatning definerer landet som en sekulær stat med garanteret religionsfrihed, men angiver samtidig ortodoksi som en "traditionel" religion. Den bulgarsk-ortodokse kirke fik autokefal status i 927 e.Kr., og har i øjeblikket 12 stifter og over 2.000 præster. Mere end 3/4 af alle bulgarer bekender sig til den østlig-ortodokse kirke. Sunnimuslimer udgør med sine 10% af befolkningen det næststørste religiøse samfund, omend størstedelen af disse ikke er aktivt praktiserende muslimer, og finder muslimske tørklæder i skoler uacceptable. Mindre end 3% af befolkningen bekender sig til andre religioner, 11,8% bekender sig ikke til en religion og 21,8% har nægtet at svare.
Bulgarien har en universel sundhedspleje, der finansieres af skatter og bidrag. Den nationale sundhedsforsikringsfond betaler en stadigt større del af omkostningerne til den primære sundhedssektor. I 2013 blev de samlede sundhedsomkostninger vurderet til at udgøre 4,1% af BNP. Antallet af læger ligger over EU-gennemsnittet, med 181 læger pr. 100.000 indbyggere, omend der er en ulige fordeling i praksisfelt, da der er mangel på sygeplejersker og andet medicinsk personale, og de fleste sundhedsfaciliteter overordnet set er i dårlig stand. Personalemanglen er inden for visse felter så slem at patienter i stedet lader sig behandle i nabolande. Bulgarien rangerer som den 113. efter forventet levealder, med et gennemsnit på 73,6 år for begge køn. De primære dødsårsager for befolkningen i Bulgarien er de samme som i andre industrialiserede lande, nemlig hovedsageligt kardiovaskulær sygdom, neoplasier og luftvejssygdomme.
Bulgarien er i en demografisk krise, da landet har haft en negativ befolkningstilvækst siden starten af 1990'erne, da økonomien kollapsede og udløste en længerevarende emigrationsbølge. Mellem 937.000 og 1.200.000 mennesker - hovedsageligt unge voksne - havde forladt landet pr. 2005. Den totale fertilitetsrate (TFR) blev Pr.  2013 vurderet til 1,43 barn pr. kvinde, hvilket er under den nødvendige rate på 2,1 til at kunne vedligeholde befolkningstallet. 1/3 af alle husholdninger består kun af én person, og 75,5% af alle familier har ikke børn under 16 år. Som følge heraf er befolkningsvækst og fødselsrate blandt verdens laveste mens dødeligheden er blandt de højeste. Størstedelen af børn fødes af ugifte kvinder (ud af alle fødsler var 57,4% udenfor ægteskab i 2012).

## Kultur
Traditionel bulgarsk kultur består hovedsageligt af thrakisk, slavisk og bulgarsk kulturarv med græsk, romersk, osmannisk, persisk og keltisk indflydelse. Ni historiske og naturlige områder i Bulgarien er kommet på UNESCOs Verdensarvsliste: Madararytteren, de thrakiske grave i Svesjtari og Kazanlak, Bojana-kirken, Rilaklosteret, Klippekirkerne i Ivanovo, Pirin Nationalpark, Srebarna naturreservat og oldtidsbyen Nessebar. Nestinarstvo, en rituel ilddans af thrakisk oprindelse, er på UNESCO's liste over Mesterværker i mundtlig og immateriel kulturarv. Ild er et centralt element i bulgarsk folklore, hvor den anvendes til at uddrive onde ånder og sygdomme. Bulgarsk folklore personificerer sygdomme som hekse, og har en lang række mytiske væsner, heriblandt lamya, samodiva (veela) og karakondzhul. Nogle af traditionerne og ritualerne mod disse ånder har overlevet og praktiseres fortsat, hovedsageligt kukeri og survakari. Fejringen af martenitsa er også udbredt.
Slavisk kultur var i en stor del af middelalderen centreret i både det første og andet bulgarske rige. Preslav, Ohrid og Tarnovo havde alle litterære skoler, der udøvede en betragtelig kulturel indflydelse over den østligt-ortodokse verden. Mange østeuropæiske og asiatiske sprog anvender det kyrilliske alfabet, som blev opfundet af Preslavs litterære skole omkring det 9. århundrede. De middelalderlige udviklinger indenfor kunst og bogstaver stoppede brat med den osmanniske erobring af landet, hvor mange kunstværker blev ødelagt, og kunstneriske aktiviteter lå herefter stille frem til den bulgarske nationale genfødsel i det 19. århundrede. Efter befrielsen begyndte bulgarsk litteratur hurtigt at anvende europæiske litterære stilarter såsom romantikken og symbolisme. Siden begyndelsen af det 20. århundrede er flere bulgarske forfattere, såsom Ivan Vazov, Pentjo Slavejkov, Pejo Javorov, Jordan Raditjkov, og filosofferne Julia Kristeva og Tzvetan Todorov blevet kendt uden for landets grænser. I 1981 fik den bulgarsk-fødte forfatter Elias Canetti Nobelprisen i litteratur.
Bulgarsk folkemusik er absolut den mest udbredte traditionelle kunst, og har langsomt udviklet sig som en fusion af østlig og vestlig indflydelse. Den indeholder fjernøstlig, orientalsk, middelalder-østlig-ortodoks og standard-vesteuropæisk tonalitet og moda. Musikken har en særlig lyd og anvender en lang række traditionelle instrumenter, såsom gadulka, gaida (sækkepibe), kaval og tupan. En af musikkens genkendelige egenskaber er dens udvidede rytmiske tid, som ikke har nogen ækvivalent i resten af europæisk musik. Det Bulgarske Statsfjernsyns Kvindelige Vokalkor er landets mest kendte folkeensemble, og har vundet en Grammy Award i 1990. Bulgariens skrivne musikkompositioner kan spores tilbage til den tidlige middelalder og Johan Kukuzelis (ca 1280–1360). Klassisk musik, opera og ballet er repræsenteret ved komponisterne Emanuil Manolov, Pancho Vladigerov og Georgi Atanasov og sangerne Ghena Dimitrova, Boris Christoff og Nicolai Ghiaurov. Flere andre bulgarske kunstnere har herudover opnået berømmelse indenfor andre genrer såsom progressiv rock (FSB), electropop (Mira Aroyo) og jazz (Milcho Leviev).
Blandt kulturarven indenfor religiøs visuel kunst er freskoer, vægmalerier og ikoner, hvoraf mange blev produceret af Tarnovos kunstneriske skole. Vladimir Dimitrov, Nikolaj Diulgheroff og Christo er nogle af de bedst kendte moderne bulgarske kunstnere. Landets filmindustri er fortsat ikke særlig stor. Kulturbegivenheder annonceres i de største medier, heriblandt den Bulgarske nationalradio, samt dagbladene Dneven Trud, Dnevnik og 24 Chasa.
Selvom store dele af Bulgariens medier kontrolleres af statslige myndigheder, heriblandt Bulgariens National-tv, Bulgariens nationalradio og det Bulgarske telegrafagentur, vurderes reportager generelt som værende neutrale og uafhængige af direkte statslig indblanding, på trods af at der ikke er nogen lovgivning der forhindrer dette. Skrevne medier har ikke nogle juridiske begrænsninger, 
og der eksisterer et stort antal private tv- og radiostationer. På trods af dette oplever de traditionelle bulgarske medier negativt økonomisk og politisk pres, og der har været observeret eksempler på selvcensur. I mellemtiden vokser internetmedier i popularitet på grund af deres censurfrihed samt den store forskelligartethed i indhold.
Det bulgarske køkken ligner de andre Balkanlandes og demonstrerer stærk tyrkisk og græsk indflydelse. Yoghurt, lukanka, banitsa, shopskasalat, lyutenitsa og kozunak er blandt de bedst kendte lokalretter. Orientalske retter såsom moussaka, gyuvech og baklava findes også. Befolkningen spiser mindre kød end det europæiske gennemsnit, og har i stedet en tydelig forkærlighed for en lang række salater. Rakia er en traditionel frugtbrandy, som har været drukket i Bulgarien helt tilbage til det 14. århundrede. Bulgarsk vin kendes for typerne Traminer, Muskat og Mavrud, hvoraf der årligt produceres op til 200.000 tons. Frem til 1989 var Bulgarien verdens næststørste vineksportør.

### UNESCO-verdensarvssteder

#### Kulturelle
- Bojana-kirken (1979)
- Madararytteren (1979)
- Klippekirkerne i Ivanovo (1979)
- Den thrakiske grav i Kazanlak (1979)
- Oldtidsbyen Nessebar (1983)
- Rilaklosteret (1983)
- Den thrakiske grav i Svesjtari (1985)

#### Naturlige
- Pirin Nationalpark (1983)
- Srebarna naturreservat (1983)

### Sport
Bulgarien klarer sig godt i sportsgrene såsom brydning, vægtløftning, boksning, gymnastik, volleyball, fodbold og tennis. Landet har et af de førende mandlige volleyballhold, der Pr.  2016 er rangeret som nummer 16 i verden ifølge FIVB. Fodbold er landets absolut mest populære sportsgren. Blandt kendte spillere er AS Monaco F.C.-angriberen Dimitar Berbatov og Hristo Stoitjkov, der er tidligere vinder af Guldstøvlen og Ballon d'Or, og generelt betragtes som historiens største bulgarske fodboldspiller. Blandt kendte indenlandske klubber er CSKA Sofia og Levski Sofia. Landsholdets bedste præstation ved VM i fodbold var i VM i fodbold 1994, da Bulgarien nåede til semifinalen ved at besejre Grækenland, Argentina, Mexico og Tyskland, og endte på en fjerdeplads. Bulgarien har deltaget i de fleste Olympiske lege siden Sommer-OL 1896, da landet var repræsenteret af Charles Champaud. Landet har Pr.  2017 i alt vundet 223 medaljer: 52 guld, 88 sølv og 83 bronze, hvilket samlet set giver det en 24. plads i antal medaljer vundet.
Stefka Kostadinova er regerende verdensmester i kvinders højdespring med et spring på 2,09 m i VM i atletik 1987. Hendes verdensrekord er en af de ældste indenfor moderne atletik. I alt satte Kostadinova syv verdensrekorder - tre udendørs og fire indendørs. Hun har herudover en verdensrekord for at springe over 2.00 m 197 gange.
Jordanka Donkova er en tidligere hækkeløbsatlet, der er kendt for at have vundet olympisk guld og bronze, såvel som 9 medaljer ved EM i indendørsatletik og EM i udendørsatletik. Donkova satte fire verdensrekorder i 100 meter hækkeløb (pendant til mændenes 110 meter hækkeløb) 1986. Hendes femte verdensrekord, en tid på 12,21 sekunder sat i 1988, blev først overgået i 2016.
Petar Stoychev er en langdistancesvømmer, som satte en ny rekord for krydsning af den engelske kanal i 2007.
Maria Gigova og Maria Petrova har begge haft en rekord på tre verdenstitler i rytmisk gymnastik.
Kalojan Mahljanov (Калоян Махлянов), kendt som Kotoōshū Katsunori, er en tidligere professionel sumobryder, der blev den første europæer til at opnå titlen ozeki i Japan.
Veselin Topalov blev FIDE-skakverdensmestre ved at vinde VM i skak 2005. Han mistede titlen ved VM i skak 2006 mod Vladimir Kramnik.
Bulgariens landshold i volleyball kommer ofte i Top 10, og har vundet sølvmedaljer ved Sommer-OL 1980, VM i 1970 og EM i 1951, såvel som flere bronzemedaljer, heriblandt til FIVB Volleyball Men's World Cup i Japan i 2007.

## Fodnoter
1. ↑  19. februar i den julianske kalender, som blev brugt på den tid.
2. ↑  22. september i den julianske kalender, som blev brugt på den tid.